# Otto Barić
Otto Barić (* 19. Juni 1932 in Blasnitzen bei Eisenkappel, Kärnten, Österreich; † 13. Dezember 2020 in Zagreb) war ein jugoslawischer Fußballspieler und späterer jugoslawischer und kroatischer Fußballtrainer.
Als Trainer von Rapid Wien und Austria Salzburg erreichte er das Finale des Pokalsiegerbewerbes 1984/85 und des UEFA-Cups 1993/94. Er war Trainer der Nationalmannschaften von Österreich, Kroatien und Albanien.

## Werdegang
Barićs kroatische Eltern kehrten mit ihm in ihre Heimat zurück, als er vier Jahre war. Barić wuchs in Zagreb auf, wo er seine fußballerische Laufbahn bei Dinamo Zagreb und Lokomotiva Zagreb begann. Es folgte eine erfolgreiche internationale Trainerlaufbahn, für die er Trainerscheine dreier Länder vorweisen konnte; er erwarb sie 1970 in Köln, 1972 in Wien und 1975 in Zagreb.
Barić starb im Dezember 2020 im Alter von 88 Jahren an den Folgen einer COVID-19-Infektion.

## Karriere als Trainer
Barić begann seine Trainerlaufbahn in Deutschland, wo er gegen Ende der 1960er Jahre einige unterklassige Mannschaften betreute. Im Jahr 1970 wurde er vom österreichischen Bundesligisten FC Wacker Innsbruck als neuer Trainer verpflichtet und gewann hier 1970/71 seinen ersten Meistertitel. Am 8. Mai 1972 ließ er sich jedoch beurlauben, vorläufig übernahm Co-Trainer Richard Kirchler die Betreuung der Kampfmannschaft und in der Folge konnte „Wunschkandidat“ Branko Elsner verpflichtet werden. Grund für Barić’ Rücktritt war ein tätlicher Angriff auf ihn 2 Tage zuvor nach dem Match gegen den Linzer ASK (1:1) gewesen, außerdem war er seit Wochen in der lokalen Presse demoralisiert worden. Kurze Zeit später wurde Barić Trainer (ausgerechnet) beim Linzer ASK. 1974 ging Barić zurück nach Jugoslawien, ehe er 1980 vom SK Sturm Graz wieder nach Österreich geholt wurde.
Die größten internationalen Erfolge in 84 Europapokalspielen als Verantwortlicher hatte er mit dem SK Rapid Wien 1985 und SV Austria Salzburg 1994, als er jeweils bis in die Finale des Pokalsieger-Wettbewerbs bzw. des UEFA-Cups vorstieß. Ein Engagement in der deutschen Bundesliga beim VfB Stuttgart, den er zur Saison 1985/86 übernahm, blieb erfolglos. Bereits kurz nach Beginn der Rückrunde dieser Spielzeit wurde er entlassen. Bei der Europameisterschaft 1996 in England betreute er die kroatische Nationalmannschaft unter Cheftrainer Miroslav Blažević als Assistenztrainer.
Nach seiner erfolgreichen Zeit in Salzburg, wo er bis in das UEFA-Cup-Finale kam und an der Champions League teilnahm, wechselte er zunächst zu seinem Stammklub Dinamo Zagreb und danach zu Fenerbahçe Istanbul. Mit beiden Vereinen erreichte er gute Platzierungen, aber keinen Titelgewinn.
1999 wurde er als Nachfolger von Herbert Prohaska, der nach einer 0:9-Niederlage gegen Spanien zurückgetreten war, Trainer der österreichischen Nationalmannschaft. Die Qualifikation zur EM 2000 verpasste Österreich nach einer weiteren deutlichen 0:5-Niederlage gegen Israel klar. 2001 kam Österreich unter Barić allerdings bis ins Play-off der Qualifikation für die Fußball-Weltmeisterschaft 2002, in dem man am späteren WM-Dritten, der Türkei scheiterte. Dies hatte zur Folge, dass Barić 2001 als Teamchef zurücktrat und Hans Krankl 2002 seine Nachfolge übernahm.
Als Verantwortlicher der kroatischen Nationalmannschaft qualifizierte er sich für die Fußball-Europameisterschaft 2004 in Portugal. Danach arbeitete Barić als Beobachter und Berater von FK Austria Wien und als Sportdirektor bei Dinamo Zagreb, wobei er diesen Posten bereits nach kurzer Zeit aufgab, da er seine Vorstellungen nicht umsetzen konnte.
Als letztes Trainerengagement war er als Teamchef der albanischen Nationalmannschaft tätig, die er während der Qualifikation für die Fußball-Europameisterschaft 2008 betreute.
Seinen Spitznamen Otto „Maximale“ Barić verdankte er der Verwendung seines Lieblingswortes „maximal“ (das er „maximale“ aussprach). Er scheute sich nicht, dieses Wort ständig zu verwenden (Beispiele: maximale Einsatz, maximale Konzentration).

## Kontroversen um homophobe Aussagen
2007 wurde Barić von der UEFA wegen homophober Äußerungen in einem Interview mit der kroatischen Zeitschrift Jutarnji list im Jahre 2004 zu einer Geldstrafe von 1.825 Euro verurteilt. Barić hatte erklärt: „Ich weiß, dass es in meiner Mannschaft keine Homosexuellen gibt. Ich erkenne einen Schwulen innerhalb von zehn Minuten, und ich möchte sie nicht in meinem Team haben.“ Im Jahr 2004 hatte er sich in einem Interview mit der Schweizer Zeitung Blick ähnlich geäußert: „Meine Spieler müssen echte Kerle sein. Also können Homosexuelle bei mir nicht spielen, höchstens gegen mich.“

## Erfolge als Trainer
- 1 × Finalist im Europapokal der Pokalsieger: 1985 (Rapid)
- 1 × Finalist im UEFA-Pokal: 1994 (Salzburg)
- 7 × Österreichischer Meister: 1971, 1972 (W. Innsbruck), 1983, 1987, 1988 (Rapid), 1994, 1995 (Salzburg)
- 1 × Kroatischer Meister: 1997 (Dinamo Zagreb)
- 4 × Österreichischer Pokalsieger: 1983, 1984, 1985, 1987 (Rapid)
- 1 × Kroatischer Pokalsieger: 1997 (Dinamo Zagreb)
- 5 × Österreichischer Supercupsieger: 1986, 1987, 1988 (Rapid), 1994, 1995 (Salzburg)

## ÖFB-Länderspiele unter Teamchef Otto Barić
Legende
- H = Heimspiel
- A = Auswärtsspiel
- grüne Hintergrundfarbe = Sieg Österreichs
- gelbe Hintergrundfarbe = Unentschieden
- rote Hintergrundfarbe = Niederlage

| Spiele | Siege | Remis | Niederlagen | Tore  | TD |
| ------ | ----- | ----- | ----------- | ----- | -- |
| 22     | 7     | 6     | 9           | 31:35 | −4 |

| Nr. | Datum      | Ergebnis | Gegner                  |   | Austragungsort | Anlass                | Bemerkung |
| --- | ---------- | -------- | ----------------------- | - | -------------- | --------------------- | --- |
| 594 | 28.04.1999 | 7:0      | San Marino              | H | Graz           | EM 2000-Qualifikation | Erstes Länderspiel unter Otto Barić, erstes Länderspiel im Arnold-Schwarzenegger-Stadion                       |
| 595 | 06.06.1999 | 0:5      | Israel                  | A | Tel Aviv (ISR) | EM 2000-Qualifikation | |
| 596 | 18.08.1999 | 0:0      | Schweden                | A | Malmö (SWE)    |                       | |
| 597 | 04.09.1999 | 1:3      | Spanien                 | H | Wien           | EM 2000-Qualifikation | |
| 598 | 10.10.1999 | 3:1      | Zypern                  | H | Wien           | EM 2000-Qualifikation | Österreich verpasst als Gruppendritter die Qualifikation                                                       |
| 599 | 23.02.2000 | 1:4      | Griechenland            | A | Kalamata (GRE) |                       | |
| 600 | 29.03.2000 | 1:1      | Schweden                | H | Graz           |                       | |
| 601 | 26.04.2000 | 1:2      | Kroatien                | H | Wien           |                       | Erstes Länderspiel gegen Kroatien                                                                              |
| 602 | 16.08.2000 | 1:1      | Ungarn                  | A | Budapest (HUN) |                       | |
| 603 | 01.09.2000 | 5:1      | Iran                    | H | Wien           |                       | Erstes Länderspiel gegen den Iran 95. und letztes Länderspiel von Toni Polster, bis 2002 Rekordnationalspieler |
| 604 | 07.10.2000 | 1:0      | Liechtenstein           | A | Vaduz (LIE)    | WM 2002-Qualifikation | |
| 605 | 11.10.2000 | 1:1      | Spanien                 | H | Wien           | WM 2002-Qualifikation | |
| 606 | 28.02.2001 | 0:1      | Kroatien                | A | Rijeka (CRO)   |                       | |
| 607 | 24.03.2001 | 1:1      | Bosnien und Herzegowina | A | Sarajewo (BIH) | WM 2002-Qualifikation | Erstes Länderspiel gegen Bosnien-Herzegowina                                                                   |
| 608 | 28.03.2001 | 2:1      | Israel                  | H | Wien           | WM 2002-Qualifikation | |
| 609 | 25.04.2001 | 2:0      | Liechtenstein           | H | Innsbruck      | WM 2002-Qualifikation | Erstes Länderspiel am Tivoli-Neu                                                                               |
| 610 | 15.08.2001 | 1:2      | Schweiz                 | H | Wien           |                       | |
| 611 | 01.09.2001 | 0:4      | Spanien                 | A | Valencia (ESP) | WM 2002-Qualifikation | Österreich erhält durch Gaizka Mendieta das 1000. Gegentor                                                     |
| 612 | 05.09.2001 | 2:0      | Bosnien und Herzegowina | H | Wien           | WM 2002-Qualifikation | |
| 613 | 27.10.2001 | 1:1      | Israel                  | A | Tel Aviv (ISR) | WM 2002-Qualifikation | „Skandalspiel von Tel Aviv“ Österreich landet auf dem 2. Gruppenplatz                                          |
| 614 | 10.11.2001 | 0:1      | Türkei                  | H | Wien           | WM 2002-Qualifikation | Relegationsspiel um WM-Teilnahme                                                                               |
| 615 | 14.11.2001 | 0:5      | Türkei                  | A | Istanbul (TUR) | WM 2002-Qualifikation | Relegationsspiel um WM-Teilnahme, letztes Länderspiel unter Otto Barić                                         |